# بول غروسان
بول جوزيف غوجاغ گغوسان (بالفرنسية: Paul Joseph Roger Grossin؛ 1 ينيار 1901 في وهران - 24 يناير 1990 في باريس) كان ضابطا في القوات المسلحة الفرنسية أنهى مهنته برتبة جنرال.

من 1957 إلى 1962—خلال ثورة التحرير الجزائرية—قادالمخابرات الفرنسية، جهاز الاستخبارية الخارجية ومكافحة التجسس (بالفرنسية: Service de documentation extérieure et de contre-espionnage أي SDECE).